# Shinmeizukuri

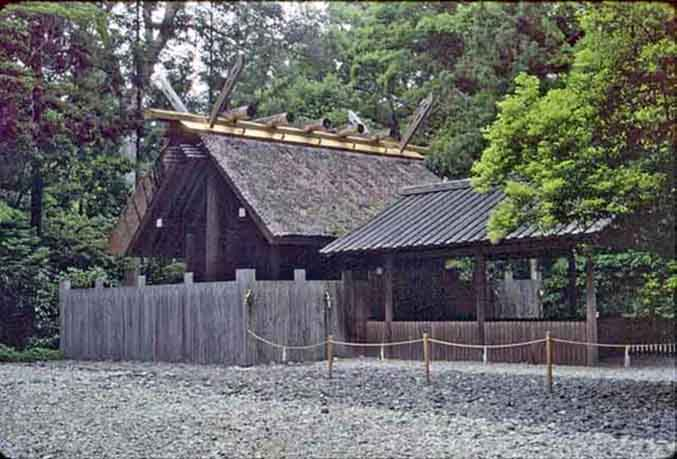
arquitectura de Daijinguu

Shinmeizukuri (Japonés: 神明造?) es un antiguo estilo de arquitectura japonés usado en las construcciones con tejados de paja de los santuarios sintoístas, o jinja　(神社）, de los que el más famoso es el Daijinguu situado en la prefectura de Mie. El estilo es únicamente del Shinto, y solamente los santuarios que fueron construidos antes de la llegada del budismo a Japón pueden ser hechos por Shinmeizuki. Por eso, no se permiten que nuevos santuarios sea Shinmeizuki, no obstante antiguos santuarios, los cuales necesitan arreglos, pueden ser derribados y entonces reconstruidos en este estilo.
- Datos: Q930545